# Tegelröd kardinal
Tegelröd kardimal (Piranga flava) är en fågel i familjen kardinaler inom ordningen tättingar.

## Utseende och läte
Tegelröd tangara är en uppemot 20 cm lång kraftigt byggd sångfågel med kort och rätt tjock näbb samt långa vingar och stjärt. Hanen är gråaktigt tegelröd ovan, undertill rödaktig med gråaktiga örontäckare. Honan är olivgul ovan, gulaktig under med sotfärgade örontäckare. Båda könen har mörk näbb och mörka ben. Sången är en tre till fyra sekunder lång vacker och trastlik serie, men även påminnande om svarthuvad kardinal. Det vanligaste lätet återges i engelsk litteratur som ett avklippt "tchup", medan den i flykten ibland avger ett mjukt, skriklikt "wenk".

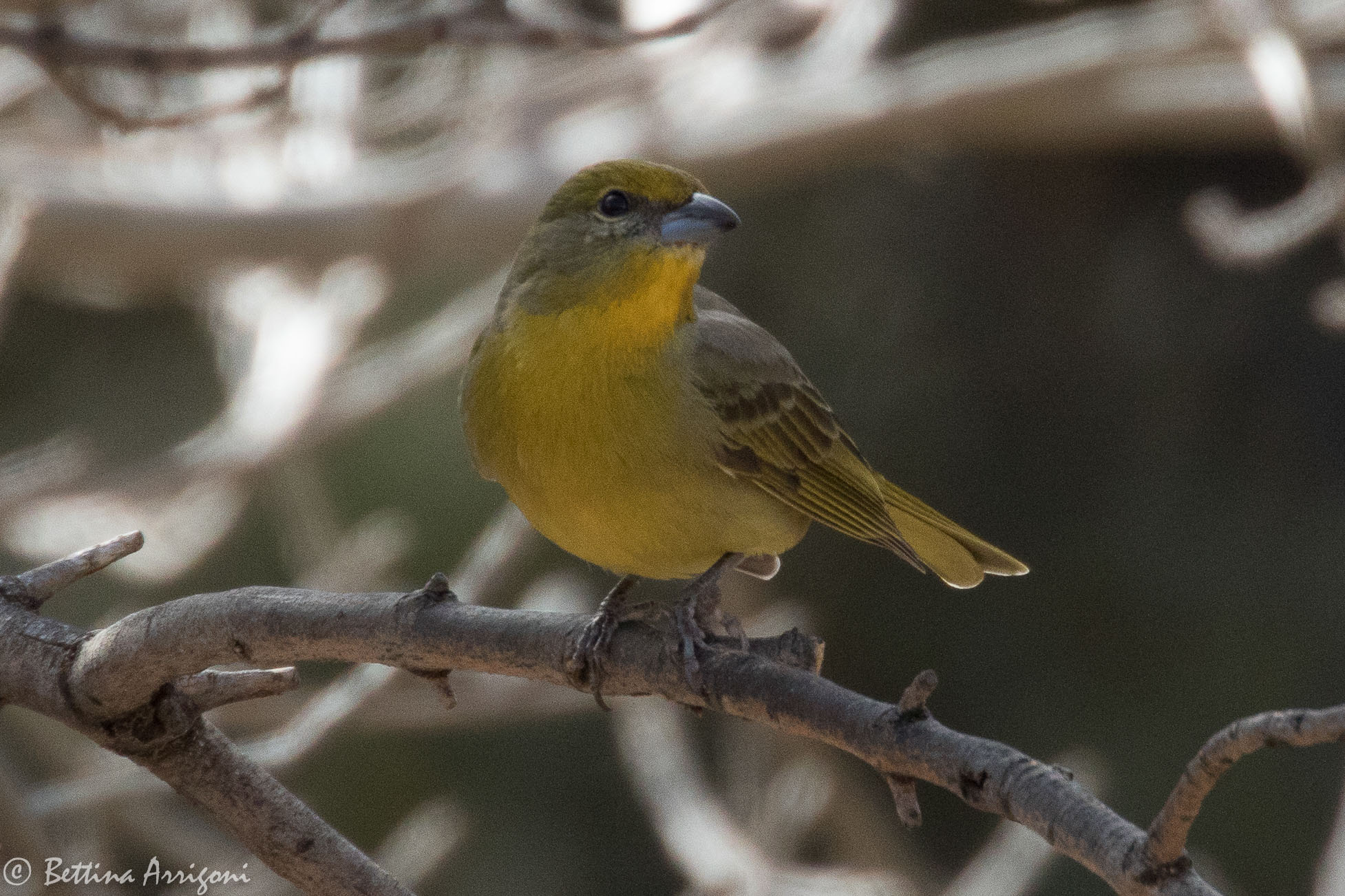
Hona fotograferad i Arizona.

## Utbredning och systematik
Tegelröd kardinal har ett stort utbredningsomrdåe från sydvästra Nordamerika söderut genom Centralamerika till Argentina:
- Piranga hepatica testacea – subtropiska Costa Rica och Panama (österut till Punta Garachiné)
- Piranga hepatica lutea – sydvästliga Colombia till västra Ecuador, Peru och nordvästra Bolivia
- Piranga hepatica desidiosa – övrte tropiska och subtropiska sydvästra Colombia
- Piranga hepatica toddi – östra Andernas västsluttning i Colombia (Magdalena)
- Piranga hepatica faceta – bergstrakter i norra Colombia, norra Venezuela samt på Trinidad
- Piranga hepatica haemalea – bergstrakter i södra Venezuela, västra Guyana och nordligaste Brasilien
- Piranga hepatica flava – sydöstra Bolivia till Uruguay och centrala Argentina
- Piranga hepatica macconnelli – södra Guyana, södra Surinam och angränsande nordligaste Brasilien
- Piranga hepatica saira – östra och södra Brasilien
- Piranga hepatica rosacea – östra Bolivia
- Piranga hepatica hepatica – sydvästra USA till sydvästra Mexiko
- Piranga hepatica dextra – södra USA till östra Mexiko
- Piranga hepatica figlina – östra Guatemala och Belize
- Piranga hepatica albifacies – västra Guatemala till nordcentrala Nicaragua
- Piranga hepatica savannarum – östra Honduras och nordöstra Nicaragua

### Familjetillhörighet
Släktet Piranga placerades tidigare i familjen tangaror (Thraupidae). DNA-studier har dock visat att de egentligen är tunnäbbade kardinaler, nära släkt med typarten för familjen röd kardinal.

## Levnadssätt
Tegelröd kardinal hittas i öppna bergsskogar med tall eller tall och ek. Där ses den hoppa långsamt uppåt i träd och buskar på jakt efter föda, men kan även fånga flygande insekter genom utfall. Den påträffas ofta i par eller smågrupper, troligen familjer. Boet placeras i en klyka långt ut på en gren, cirka 15 till 30 meter ovan mark. Däri lägger den tre till fem ägg.

## Status
IUCN kategoriserar arten som livskraftig. Sedan 1960-talet har arten ökat i USA och vidgat utbredningsområdet mot södra Nevada, sydöstra Kalifornien och sydöstra Colorado.